# Vieux Cher
Der Vieux Cher ist ein Fluss in Frankreich, der im Département Indre-et-Loire in der Region Centre-Val de Loire verläuft. Er entspringt im nordöstlichen Gemeindegebiet von Druye, entwässert anfangs Richtung Nord und Nordwest, erreicht den Regionalen Naturpark Loire-Anjou-Touraine, dreht auf Südwest und mündet nach rund 24 Kilometern beim Ort Rupuanne, im Gemeindegebiet von Bréhémont, als linker Nebenfluss in die Loire. Die Flussmündung ist durch die Errichtung eines Hochwasserschutzdammes entlang der Loire nur in eingeschränktem Ausmaß unterirdisch verfügbar. Ein Teil der Wasserführung wird daher über künstliche Wasserläufe zur Indre, die knapp südlich parallel verläuft, abgeleitet. Auf seinem Weg quert der Vieux Cher die Autobahn A85.

## Orte am Fluss
(Reihenfolge in Fließrichtung)
- La Rauderie, im Gemeinde Druye
- L’Oucherie, Gemeinde Savonnières
- La Boissière, Gemeinde Savonnières
- Villandry
- Le Hay, Gemeinde Vallères
- Les Avanries, Gemeinde La Chapelle-aux-Naux
- Les Tuileries, Gemeinde Lignières-de-Touraine
- Bréhémont
- Rupuanne, Gemeinde Bréhémont

## Besonderheiten
- In Villandry durchquert der Fluss die Gärten des Schlosses Villandry und wurde durch die Anlage von verschiedenen Wasserbecken und Kaskaden in die Gartenarchitektur integriert – Monument historique[4]

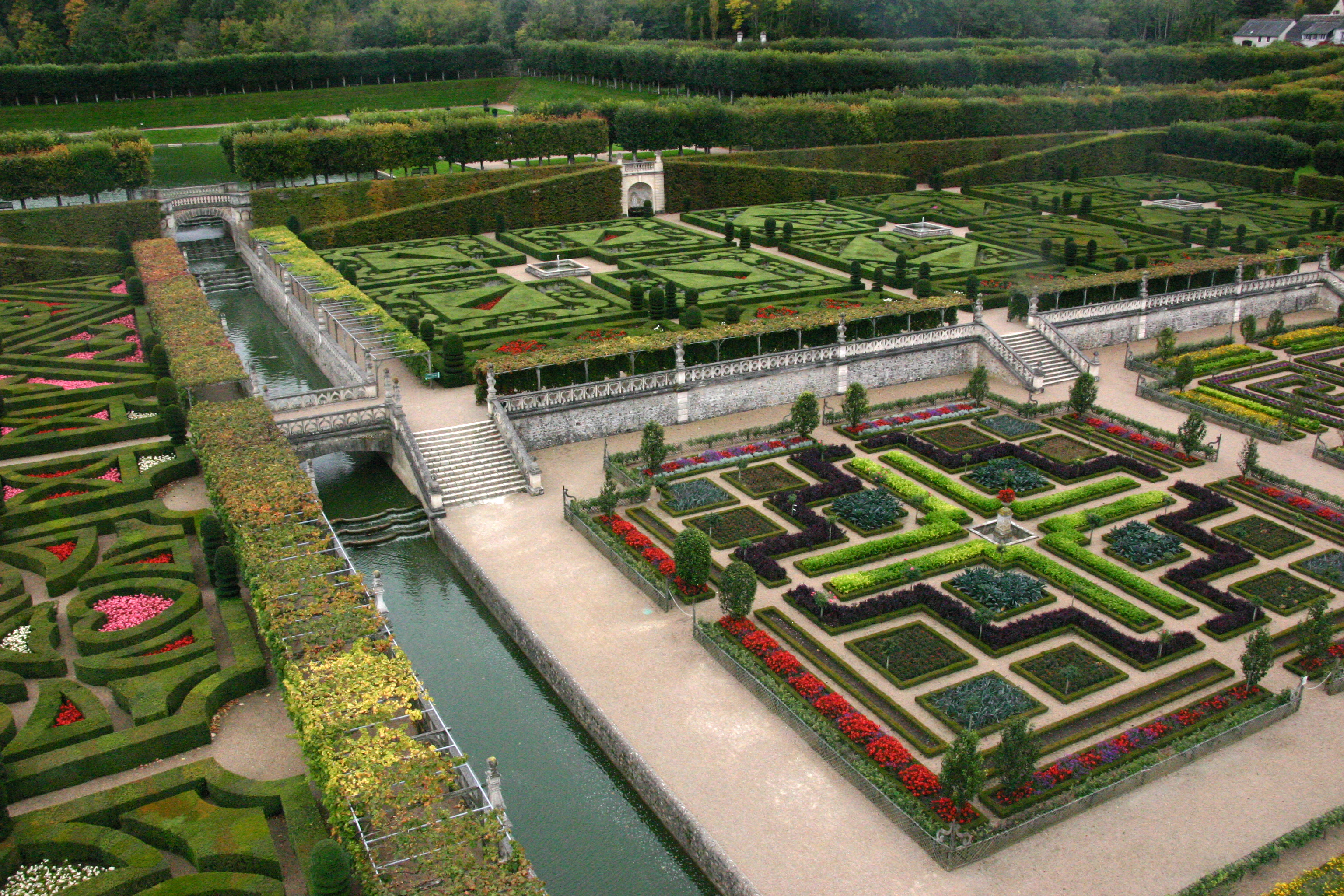
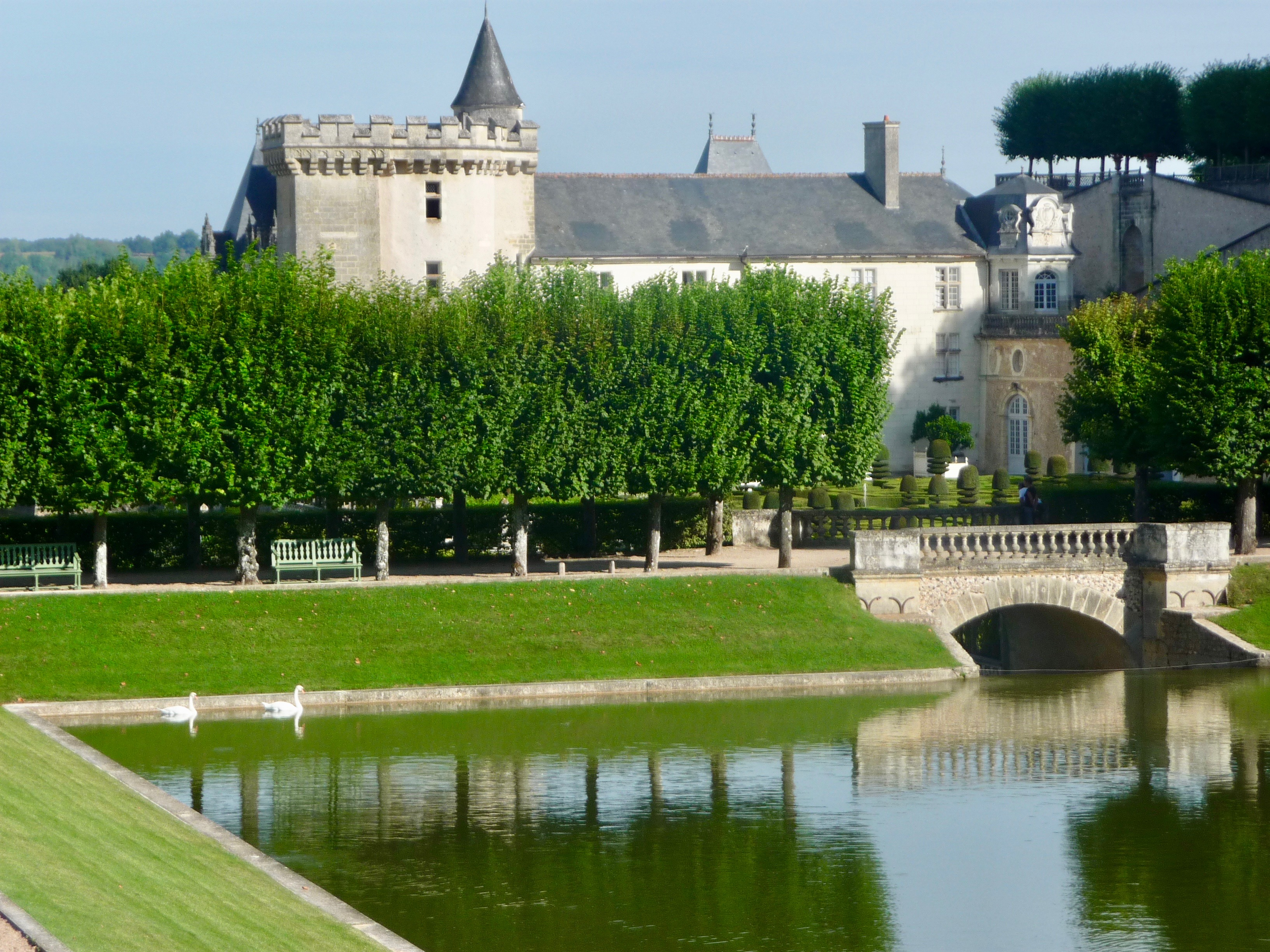
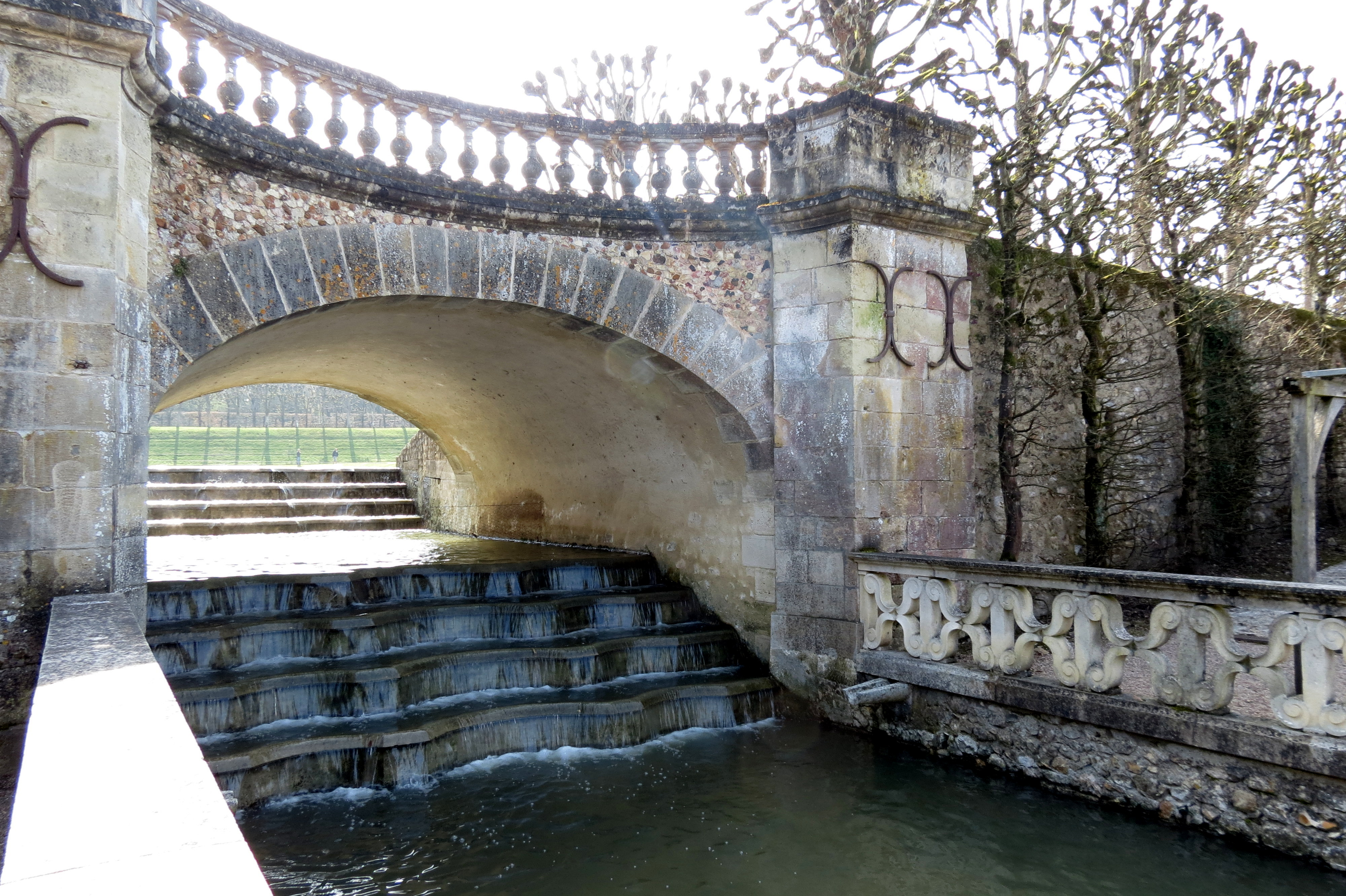